# Кабардино-черкеська література
Кабардино-Черкеська література — комплекс літературних творів, написаних кабардино-черкеською мовою. Включає в себе самостійні літературні традиції кабардинців і черкесів.

## Кабардинська література
Кабардинська література бере свій початок з просвітницької діяльності Ш. Б. Ногмова, який в 1-й пол. 19 ст. не тільки склав граматику кабардинської мови, але також збирав кабардинський фольклор і перекладав рідною мовою російських, арабських і турецьких поетів.
Формування сучасної літератури, основоположником якої став А. А. Шогенцуков, почалося вже після створення кабардино-черкеської писемності в 1923-24 роках.
На ранньому етапі розвитку кабардинської літератури домінувала поезія (Б. М. Пачев, Т. М. Борукаєв, П. Д. Шекіхачев). Але вже в 30-і рр. XX століття почали створювати свої твори прозаїки і драматурги (З. А. Аксіров, М. А. Афаунов, С. М. Кожаєв, З. Б. Максідов, Дж. М. Налоєв).
До середини XX століття на перший план вийшла революційно-публіцистична і лірична поезія, представниками якої були Б. І. Куашев, А. К. Шомахов, А. П. Кешоков, А. А. Хавпачев, А. О. Шогенцуков.
У 1950-х твори молодих поетів З. М. Тхагазітова і Ф. Г. Балкарової розвивали і освоювали сучасну проблематику. У прозі того часу домінують овідання і нариси (А. О. Шогенцуков, Х. Хавпачев, А. Кешоков). Народжується перша повість на соціально-психологічну тему («Аслан» Х. І. Теунова, 1941), і перший роман кабардинською мовою («Горяни» А. Т. Шортанова, ч. 1-2, 1954-75). Але вже з 1960-х рр. провідним епічним жанром стає історичний роман («Вершини не сплять» Кешокова, кн. 1-2, 1960-66).
Розвитку драматургії сприяли роботи таких майстрів як С. Х. Кушхов, П. Т. Мисак, З. Аксіров, А. Шортанов, М. М. Тубаєв, А. Шомахов.
В останню чверть XX століття на літературну сцену виходять нові обличчя: прозаїки М. Ельберд, Т. Адигов, Х. Бештоков, С. Мафедзев; драматурги Б. Утіжев, М. Кармоков; поети Л. Губжоков, А. Біцуєв, Р. Ацканов.

## Черкеська література
Черкеська література почала свій розвиток в 1920-х рр .: з появи першої черкеської газети «Адыгэ псаукlэ» («Черкеське життя», з 1924), перших букварів, підручників і книг черкеською мовою. Родоначальниками черкеської літератури можна вважати відразу декількох діячів, серед них — Х. К. Абуков, І. Аміроков, М. П. Дишеков, А. Тлюняєв, С. Теміров, К. Карданов.
У 1930-і рр. домінували переважно прозові жанри: оповідання, повість, а також роман («На берегах Зеленчука» Абукова, 1930, — який став першим черкеським романом; «Зарево» Дишекова, 1934).
Вихід колективної збірки «Вірші молодих поетів Черкесії» в 1939 році ознаменував становлення поезії. Серед поетів: М. Х. Ахметов, К. Унежі, А. Охтов, М. Охтов, Х. Х. Гашоков. У 1950-60-і рр. свій шлях почали поети А. Ханфенов, А. Аков, Р. Хахандуков, В. Абітов, А. Суюнчев та ін.
Новий етап у розвитку черкеської прози почався з виходом у світ історичної трилогії «Батько і син» Гашокова (1959-68). Історичні теми починають домінувати (трилогія «Фатимат» Ц. Кохової (1963-70), романи В. Абітова, М. Ахметова, Х. Братова («Жорстокість», 1994), Ф. Хабекірової).